# Ulotina
Ulotina (cyr. Улотина) – wieś w Czarnogórze, w gminie Andrijevica. W 2011 roku liczyła 226 mieszkańców.